# خرة (ناي بند)
خرة (بالفارسية: خره) هي قرية تقع في إيران في قسم ناي بند الريفي. يقدر عدد سكانها بـ 777 نسمة بحسب إحصاء 2016.